# Município de Wadsworth (condado de Medina, Ohio)
O município de Wadsworth (em inglês: Wadsworth Township) é um município localizado no condado de Medina no estado estadounidense de Ohio. No ano de 2010 tinha uma população de 4.191 habitantes e uma densidade populacional de 103,89 pessoas por km².

## Geografia
O município de Wadsworth encontra-se localizado nas coordenadas 41° 02′ 27″ N, 81° 45′ 35″ O. Segundo o Departamento do Censo dos Estados Unidos, o município tem uma superfície total de 40.34 km², da qual 40.31 km² correspondem a terra firme e (0.08%) 0.03 km² é água.

## Demografia
Segundo o censo de 2010, tinha 4.191 habitantes residindo no município de Wadsworth. A densidade populacional era de 103,89 hab./km². Dos 4.191 habitantes, o município de Wadsworth estava composto pelo 98.19% brancos, o 0.36% eram afroamericanos, o 0.19% eram amerindios, o 0.43% eram asiáticos, o 0.02% eram insulares do Pacífico, o 0.05% eram de outras raças e o 0.76% pertenciam a duas ou mais raças. Do total da população o 0.55% eram hispanos ou latinos de qualquer raça.